# Moiety
Als Moiety ([ˈmɔɪ̯ətɪ]; f., Mehrzahl Moieties; englisch „die Hälfte“; von französisch moitié, lateinisch medietas „Mitte, Hälfte“) oder Erblinie bezeichnet die Ethnologie (Völkerkunde) jeweils eine der beiden Großgruppen, in die sich Ethnien mit einer Dualorganisation aufteilen, also jede der zwei Hälften eines Dorfes, Stammes oder Volkes. Mitglieder einer Gesellschaft mit einem solchen Zweigruppen-System gehören einer von zwei Moieties an, die sich zumeist in kleinere Abstammungsgruppen untergliedern (Lineages oder Clans); die Mitgliedschaft in einer Moiety-Gemeinschaft ist erblich und unveränderbar.
Eheschließungen sind bei den meisten dieser Völker nicht innerhalb, sondern nur zwischen den beiden Moieties erlaubt (Exogamie: außerhalb der eigenen Gruppe); nach der Heirat gehört jeder Partner weiterhin seiner eigenen Moiety an. Oft ist die Sicherstellung der Außenheiraten die Hauptaufgabe einer Moiety-Gemeinschaft.
In den meisten Dualsystemen gründen sich die zwei Moieties auf einlinige Abstammungsregeln und Blutsverwandtschaft, alle Mitglieder leiten ihre Abstammung von einer gemeinsamen Stammmutter oder einem Stammvater her, die ganze Gesellschaft führt sich also getrennt auf zwei (sagenhafte) Gründer zurück. Oft haben Moieties als „Familienabzeichen“ ein eigenes Totemtier oder Symbol.
Moieties werden in der Ethnosoziologie mit Lineages, Clans und Phratrien (Clan-Verbänden) übergeordnet als „einlinige Abstammungsgruppen“ zusammengefasst (unilineal descent groups).

## Verbreitung
Hälftenorganisation und Moiety-Systeme finden sich bei vielen Völkern in Australien, Papua-Neuguinea und Melanesien, kommen aber auch auf dem amerikanischen Doppelkontinent vor. Während die meisten Zweigruppen-Völker in eine mütterseitige (matrilineare) und eine väterseitige (patrilineare) Großgruppe aufgeteilt sind (siehe die Ngaing), gibt es auch Völker mit zwei matrilinear organisierten Moieties (siehe die Tolai), sowie einige Völker mit mehr als zwei Moieties oder Moieties für unterschiedliche soziale Aufgaben.
Statt einer gemeinsamen Abstammung können sich Moieties auch aus anderen sozialen Zusammenhängen herleiten, beispielsweise aus voneinander getrennten Gebieten mit „Ost- und West-Leuten“ oder mit „Winter- und Sommer-Leuten“, oder Moieties unterscheiden zwischen „roten und schwarzen Leuten“. Beim kleinen matrilinearen Lak-Volk in Papua-Neuguinea bestehen die beiden Moieties aus „Seeadler“ und „Fischadler“, beim kleinen matrilinearen Nissan-Volk in Papua-Guinea aus „die den Hund essen“ und „die das Schwein essen“. Bei der kleinen Ethnie der Canela im Nordosten Brasiliens teilt sich das Dorf in eine „westliche“ und eine „östliche“ Moiety: Erstere umfasst alle Männer im Alter von 10, 30 und 50 Jahren, während der östlichen „Hälfte“ alle Männer im Alter von 20, 40 und 60 Jahren zugerechnet werden.

## Verhältnis der Moieties zueinander
Das Verhältnis der beiden Moieties zueinander ist sowohl ergänzend als auch entgegenstehend. Jede der zwei Moieties hat unterschiedliche Eigenschaften, meist gilt eine Moiety der anderen sozial leicht überlegen, richtige Klassen- oder Schichtunterschiede finden sich aber in dualorganisierten Gesellschaften nur selten. Jedes Mitglied muss sich an entsprechende Gebote (Normen) und an Verbote (Tabus) halten und ist eindeutigen Heiratsregeln unterworfen. Je nach Volk darf beispielsweise ein Moiety-Mitglied niemanden aus der eigenen Erblinie heiraten (vorgeschriebene Exogamie: außerhalb), bei anderen Gesellschaften mit Dualorganisation dürfen Partner nur aus derselben Moiety gewählt werden (vorgeschriebene Endogamie: innerhalb der eigenen Gruppe). Manchmal beerdigt die eine Moiety die Toten der anderen, oder sie zieht deren Tiere auf und schlachtet sie; die Jagdbeute der einen Moiety kommt zuweilen der anderen zugute. Oft treten Mitglieder der beiden Moieties in rituellen oder sportlichen Spielen und Wettkämpfen gegeneinander an. Mit den beiden Moieties sind häufig dualistische Symbole verbunden, beispielsweise „Tag – Nacht“, „rechts – links“, oder auch eine symbolische Zweiteilung des gesamten Kosmos (siehe Yin – Yang).

## Verwandtschaftsbezeichnungen in Moieties
In Gesellschaften mit Dualorganisation hängen die Verwandtschaftsbezeichnungen fast immer von der Zugehörigkeit der bezeichnenden Person („Ego“) und des Bezeichneten zur jeweiligen Moiety ab. Als Beispiel werden im Folgenden die Bezeichnungen des Njamal-Volkes aus Nordwest-Australien zusammengestellt (nach John Lynch 1998). Die Njamal teilen sich auf in zwei patrilineare und exogame Moieties. Die Abhängigkeit der Bezeichnung von der jeweiligen Moiety und von anderen Faktoren – wie relatives Alter oder Geschlecht des Sprechers – führt zu einem sehr umfangreichen Bezeichnungssystem für Verwandtschaft, das große Unterschiede aufweist zum System der westlichen Welt (dem sogenannten „Eskimo-System“, siehe auch Deutsche Verwandtschaftsbezeichnungen).
Auffällig ist dieselbe Bezeichnung maili und mabidi für Großeltern und Enkelkinder, in australischen und melanesischen Sprachen durchaus üblich. Die für die Bezeichnung wichtigen Kategorien sind also relative Generation (wie beim Eskimo-System), die jeweilige Moiety und das relative Alter, aber nur teilweise das Geschlecht der bezeichneten Person. Innerhalb derselben Generation und Moiety spielen die genaueren Abstammungsverhältnisse keine Rolle, so wird beispielsweise nicht unterschieden zwischen „Vater“ und „Bruder des Vaters“ (Onkel väterlicherseits):
Bezeichnungen der Großelterngeneration bei den australischen Njamal:
- maili: Großvater väterlicherseits – sowie alle anderen Männer der eigenen Moiety dieser Generation (Bruder des vaterseitigen Großvaters, Bruder der vaterseitigen Großmutter usw.)
- kabardi: Großmutter väterlicherseits – sowie alle anderen Frauen der anderen Moiety dieser Generation (Schwester des vaterseitigen Großvaters, Schwester der vaterseitigen Großmutter usw.)
- mabidi: Großvater mütterlicherseits – sowie alle andere Männer der anderen Moiety dieser Generation (Bruder des mutterseitigen Großvaters usw.)
- kandari: Großmutter mütterlicherseits – sowie alle andere Frauen der eigenen Moiety dieser Generation (Schwester der mutterseitigen Großmutter usw.)

Bezeichnungen der Elterngeneration:
- mama: jedes männliche Mitglied der Elterngeneration in der eigenen Moiety (Vater, Bruder des Vaters, Ehemann von Mutters Schwester usw.)
- karna: jedes männliche Mitglied der Elterngeneration in der anderen Moiety (Bruder der Mutter, Ehemann von Vaters Schwester usw.)
- midari: jedes weibliche Mitglied der Elterngeneration in der eigenen Moiety (Vaters Schwester, Ehefrau von Mutters Bruder usw.)
- ngardi: jedes weibliche Mitglied der Elterngeneration in der anderen Moiety (Mutter, Mutters Schwestern, Ehefrau von Vaters Bruder usw.)

Bezeichnungen in der eigenen Generation:
- kurda: älterer Bruder (eigene Moiety)
- turda: ältere Schwester (eigene Moiety)
- maraga: jüngerer Bruder oder jüngere Schwester (eigene Moiety, geschlechtsneutral)
- njuba:
vom Mann gesagt: Ehefrau, Ehefrau des Bruders (andere Moiety)
von der Frau gesagt: Ehemann, Ehemann der Schwester (andere Moiety)
- ngarbarri, nur von Männern benutzt: Bruder der Ehefrau, Ehemann der Schwester (andere Moiety)
- julburu, nur von Frauen benutzt: Schwester des Ehemanns, Ehefrau des Bruders (andere Moiety)

Bezeichnung der Kindergeneration:
- tjilja:
vom Mann gesagt: eigenes Kind, Kind des Bruders (eigene Moiety)
von der Frau gesagt: eigenes Kind, Kind der Schwester (andere Moiety)
- ngaraija:
vom Mann gesagt: Kind der Schwester (andere Moiety)
von der Frau gesagt: Kind des Bruders (eigene Moiety)

Bezeichnung der Enkelgeneration (gleich der Großelterngeneration):
- maili: jedes Mitglied der Enkelgeneration, das zur eigenen Moiety gehört (geschlechtsneutral)
- mabidi: jedes Mitglied der Enkelgeneration, das zur anderen Moiety gehört (geschlechtsneutral)